# 八幡 (八戸市)
八幡（やわた）は、青森県八戸市にある町名・地名の一つである。31の小字がある。

## 概要
八戸市の西部に位置している地域である。北に馬淵川、尻内町、東に田面木、南、西に坂牛、櫛引に接する。櫛引八幡宮が鎮座している。鉄道の駅は無い。幹線道路は、国道104号。地区の大部分が農地と山林である。

## 世帯数と人口
2017年（平成29年）4月30日現在の世帯数と人口は以下の通りである。
| 小字     | 世帯数  | 人口    |
| -------- | ------- | ------- |
| 五日町   | 82世帯  | 182人   |
| 後ロ田   | 8世帯   | 18人    |
| 鵜対     | 6世帯   | 13人    |
| 岡前     | 21世帯  | 43人    |
| 上鵜対   | 2世帯   | 9人     |
| 上ミ沢   | 107世帯 | 277人   |
| 小出田   | 23世帯  | 60人    |
| 下陳屋   | 30世帯  | 70人    |
| 下前田   | 29世帯  | 74人    |
| 堰合     | 18世帯  | 46人    |
| 館ノ下   | 6世帯   | 18人    |
| 殿見     | 24世帯  | 56人    |
| 八幡丁   | 59世帯  | 132人   |
| 八森     | 12世帯  | 24人    |
| 林崎     | 58世帯  | 109人   |
| 深蕨     | 4世帯   | 5人     |
| 盆田     | 39世帯  | 83人    |
| 松ノ木田 | 31世帯  | 72人    |
| 上樋田   | 21世帯  | 26人    |
| 下樋田   | 23世帯  | 23人    |
| 計       | 603世帯 | 1,340人 |

## 歴史

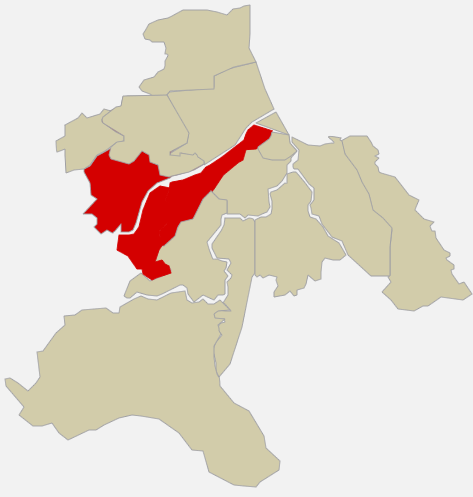
1940年までの館村の行政区

- 1940年（昭和15年）三戸郡館村の一部が八戸市に編入。
- 1955年（昭和30年）三戸郡館村全域が八戸市に編入。

## 公的施設
- 八戸市役所館支所

### 教育
- 八戸市立明治小学校
- 八戸市立明治中学校